# Kościół Niepokalanego Poczęcia Najświętszej Maryi Panny w Szczecinie-Dąbiu
Kościół Niepokalanego Poczęcia NMP w Szczecinie-Dąbiu to najstarszy kościół dawnego miasta Dąbia, włączonego w obręb miasta Szczecin. Ośrodek parafii Wniebowzięcia Najświętszej Maryi Panny. Według niektórych źródeł  takie wezwanie posiada również kościół. Początkowo nosił on, podobnie jak obecna archikatedra szczecińska, wezwanie św. Jakuba.

## Architektura
Współcześnie kościół NMP w Dąbiu jest trójnawową, sześcioprzęsłową halą z trójbocznym prezbiterium i kwadratową wieżą na osi elewacji zachodniej. Wieża kościoła częściowo zawiera w sobie ocalałe mury średniowiecznej wieży sprzed pożaru, obecnie ma 75,6 metra wysokości.  Od czasów powojennych do 12 stycznia 2008, kiedy posadowiono zrekonstruowany hełm wieży katedry św. Jakuba była najwyższą wieżą kościelną w Szczecinie.

## Historia
W roku 1182 posiadłość ówcześnie nazywana Damba przekazana została przez Bogusława I klasztorowi Cystersów w Kołbaczu . W roku 1260 Barnim I ufundował beneficjum dla mającej powstać parafii w Dąbiu. W roku 1268 rozpoczęto budowę kościoła Najświętszej Maryi Panny z granitowych kamieni . Pracami zajmował się proboszcz ks. Herman . Kolejne wzmianki o kościele w mieście Dąbiu pochodzą z początków XIV wieku. Pierwotnie był to drewniany kościółek wiejski, później w związku z rozwojem miasta wybudowano z ceglano-kamienną trzynawową gotycką świątynię halową z wieżą i prezbiterium. W 1534 roku kościół przejęli ewangelicy . Liczne pożary (1540, 1592, 1652) oraz najazdy szwedzkie, wojny pruskie wywarły duży wpływ na strukturę kościoła . W XVII wieku wieże wyposażono w bardzo wysoki hełm. W roku 1863 w hełm ten uderzył piorun wywołując pożar, który strawił dużą część konstrukcji budynku . W latach 1864–1866 świątynię odbudowano i wyposażono według neogotyckiego  projektu architekta Karla Brechta. Część średniowiecznych murów kościoła zachowano, ale górne partie budowli, a także prezbiterium, kaplice, oraz filary i sklepienie zbudowano od nowa.
W roku 1945 kościół został uszkodzony - ucierpiało m.in. zwieńczenie wieży i witraże. Po II wojnie światowej kościół poświęcony został 12 grudnia 1945 roku . Po wojnie przeprowadzono prace porządkowe, odtworzono zniszczone polichromie i motywy rzeźbiarskie na arkadach. Większość wyposażenia kościoła pochodzi z XIX i XX wieku, zachował się też stary drewniany krucyfiks z XVIII wieku. Po wojnie — w latach 1973-1976 — przeprowadzono remont wieży, a w latach 1977-1981 murów kościoła i jego wnętrza przywracając piękno neogotyckiego wyposażenia (ołtarz, ambona, empory chórowe, organy).
Prace remontowe i budowlane prowadziła firma Józefa Hermanowicza z Gorzowa, regotyzację wnętrza i malowanie kościoła zaś zakład Antoniego Juszczaka z Poznania. Nad całością prac czuwał ks. dziekan Czesław Wich. Kościół został konsekrowany 19 grudnia 1982 roku .

## Wyposażenie

### Ołtarz główny
Ołtarz został wzniesiony w stylu neogotyckim, co jest potwierdzone przez jego dekoracyjne elementy. Wimpergi zdobione maswerkami i zwieńczone kwiatonami oraz liczne pinakle stanowią charakterystyczne cechy tego stylu architektonicznego. Dodatkowo, warto zwrócić uwagę na obfitość rozet oraz motywów czwórliściennych. Na skrajnych płaszczyznach ołtarza oraz na podstawach wimperg zostały umieszczone rzeźby świętych, zaś w głównej części znajduje się obraz "Zmartwychwstanie" namalowany przez Carla Gottfrieda Pfannschmidta (1819-87). Ołtarz został utrzymany w jasnej kolorystyce współgrającej z całokształtem świątyni i jej wyposażenia.

### Ołtarz boczny
Ołtarz neogotycki został podzielony na trzy sekcje. W pierwszej, głównej części znajduje się obraz "Trójca Święta", autorstwa nieznanego artysty. Na skrajnych częściach umieszczono figury świętych. Górna część ołtarza jest zwieńczona dużym kwiatonem, otoczonym licznymi pinaklami. W centralnym szczycie znajduje się neogotycka rozeta. Ołtarz został wykonany przez firmę Walentego Trzcińskiego z Poznania w 1880 roku.

### Ambona
Ambona wykonana w tym samym stylu co ołtarz, jest jednym z najcenniejszych elementów wyposażenia kościoła. Obiekt mocno zdobiony, na szczególną uwagę zasługuje baldachim zdobiony pinaklami i maswerkami. Polichromowana farbą olejną kazalnica została utrzymana w kolorach reszty wyposażenia kościoła.

### Organy
W roku 1866 szczeciński organmistrz Barnim Grüneberg zbudował i zainstalował 26 głosowe organy o trakturze mechanicznej oznaczone symbolem opus 87. Obecnie instrument ten cierpi ze względu na liczne nieprofesjonalne i szkodliwe naprawy, które doprowadziły do uszkodzenia mechanizmu. Dyspozycja instrumentu została częściowo zmieniona, a niektóre manubria zostały trwale odłączone lub zablokowane. Aktualnie organy wymagają gruntownego remontu, gdyż wiele głosów jest w złym stanie, a instrument jest znacznie rozstrojony. Przywrócenie organów do stanu pełnej sprawności będzie wymagać znacznego nakładu pracy oraz środków finansowych.
Organy zostały umieszczone na emporze organowej, a ich neogotycki prospekt zdobią polichromie, które współgrają z wystrojem chóru oraz pozostałych części kościoła. Bogato zdobione, pozłacane ornamenty oraz figuracyjne gzymsy podkreślają estetyczne walory tego instrumentu. Istotnym elementem prospektu tego instrumentu są liczne pinakle, trójliście i czteroliście, które wyraźnie podkreślają neogotycki charakter budowy tych organów. Prospekt organowy składa się z trzech rozet.

#### Dyspozycja instrumentu
| Manuał I            | Manuał II              | Pedał             |
| Hauptwerk           | Oberwerk               |                   |
| ------------------- | ---------------------- | ----------------- |
| 1. Bordun 16'       | 1. Quintaton 16'       | 1. Violonbass 16' |
| 2. Principal 8'     | 2. Geigen Principal 8' | 2. Subass 16'     |
| 3. Hohlfloete 8'    | 3. Rohrfloete 8'       | 3. Octavbass 8'   |
| 4. Gedackt 8'       | 4. Salicional 8'       | 4. Gedacktbass 8' |
| 5. Viol di Gamba 8' | 5. Aeoline 8'          | 5. Octave 4'      |
| 6. Gemshorn 4'      | 6. Vox Celeste 8'      | 6. Posaune 16'    |
| 7. Octave 4'        | 7. Octave 4'           |                   |
| 8. Quinte 2 2/3     | 8. Flauto Amabile 4'   |                   |
| 9. Octave 2'        | 9. Flageolet 2'        |                   |
| 10. Cornett 3 fach. |                        |                   |
| 11. Mixtur 4 fach.  |                        |                   |

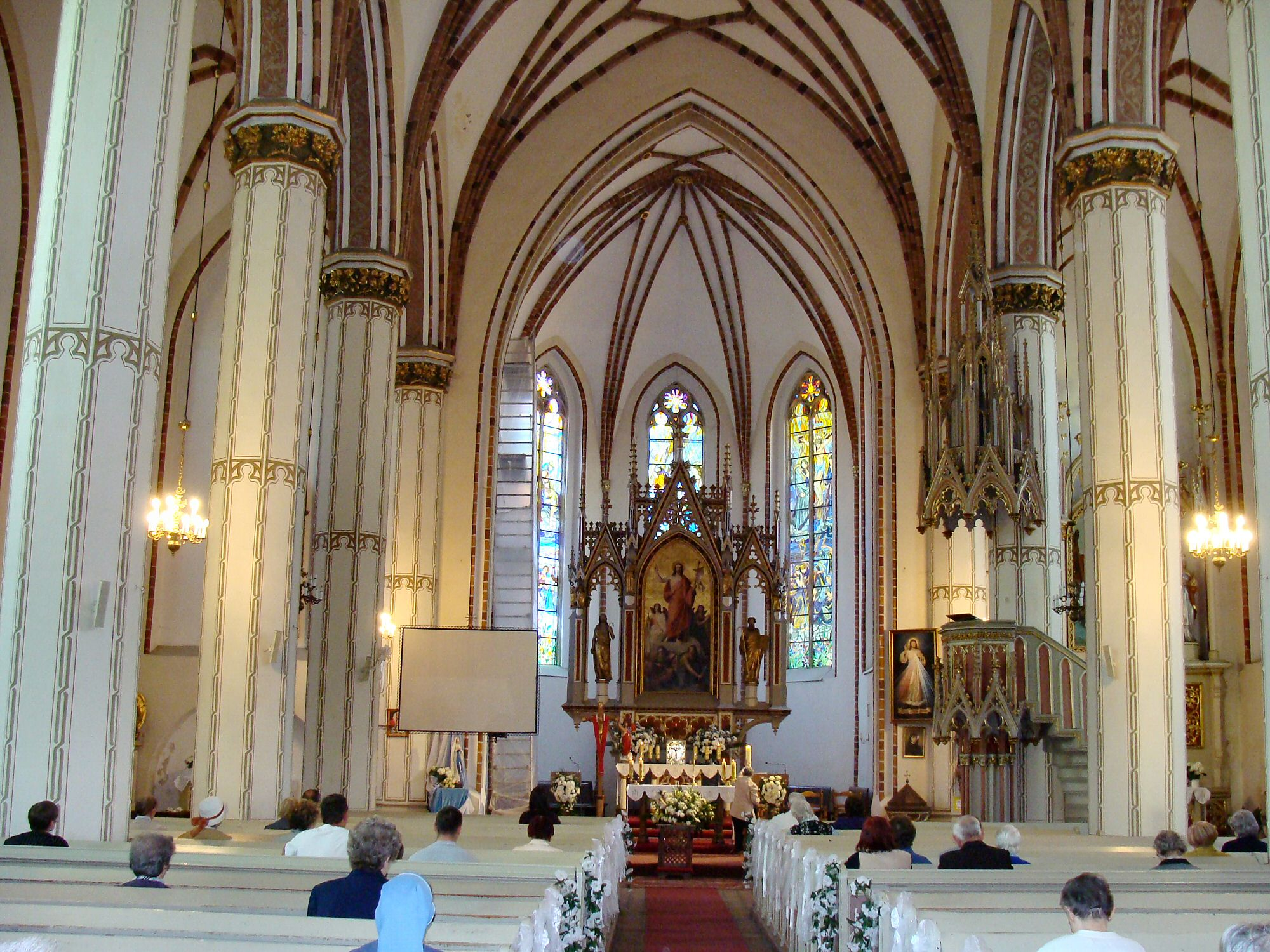
nawa główna
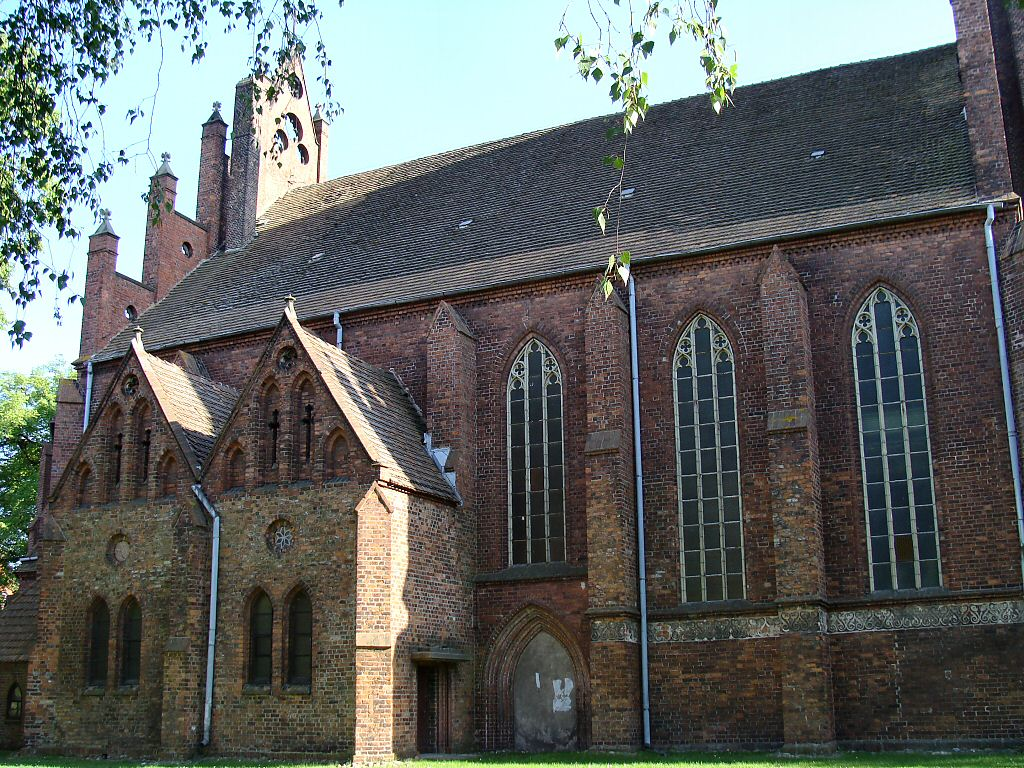
korpus nawowy
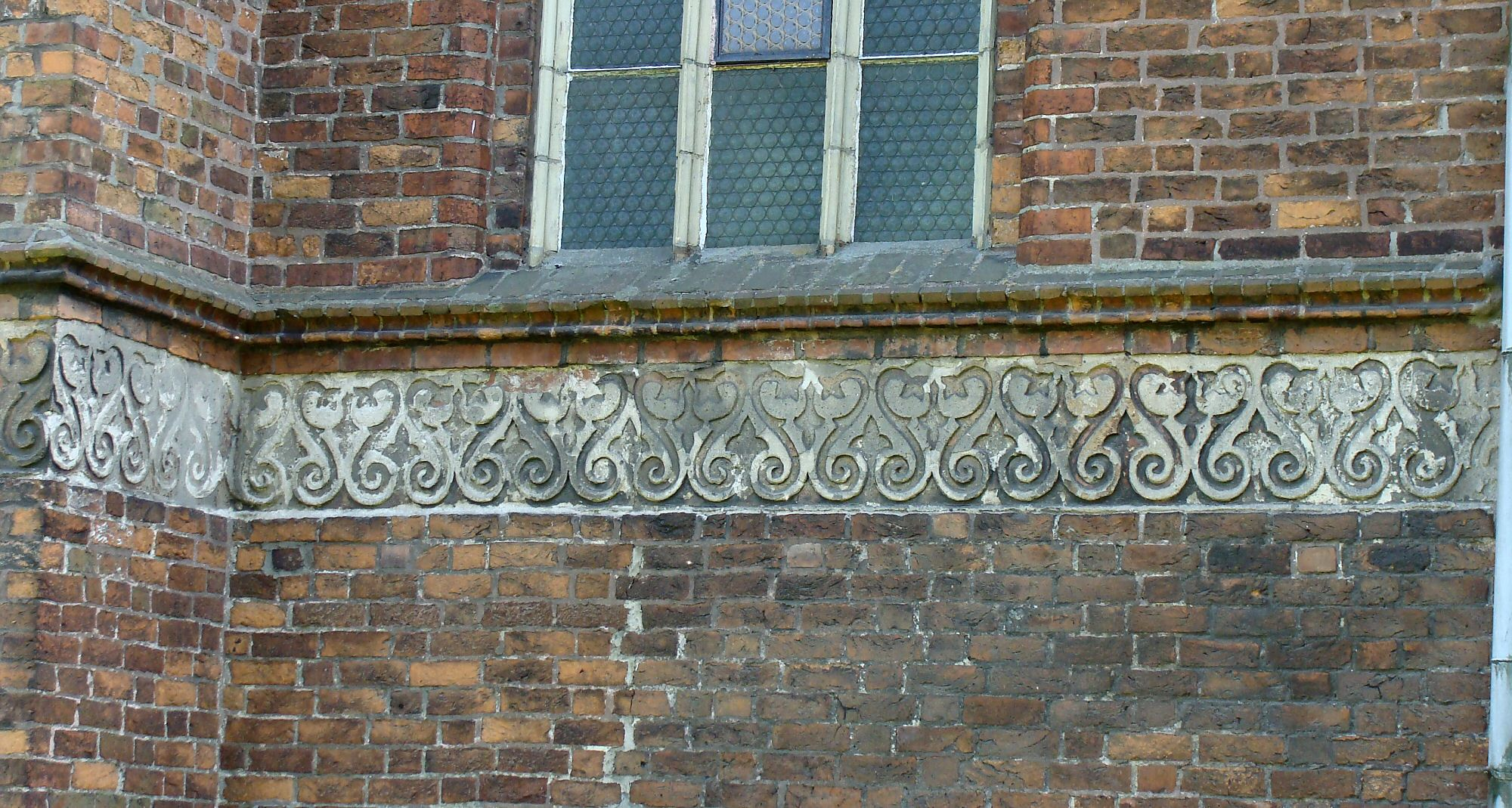
fryz podokienny
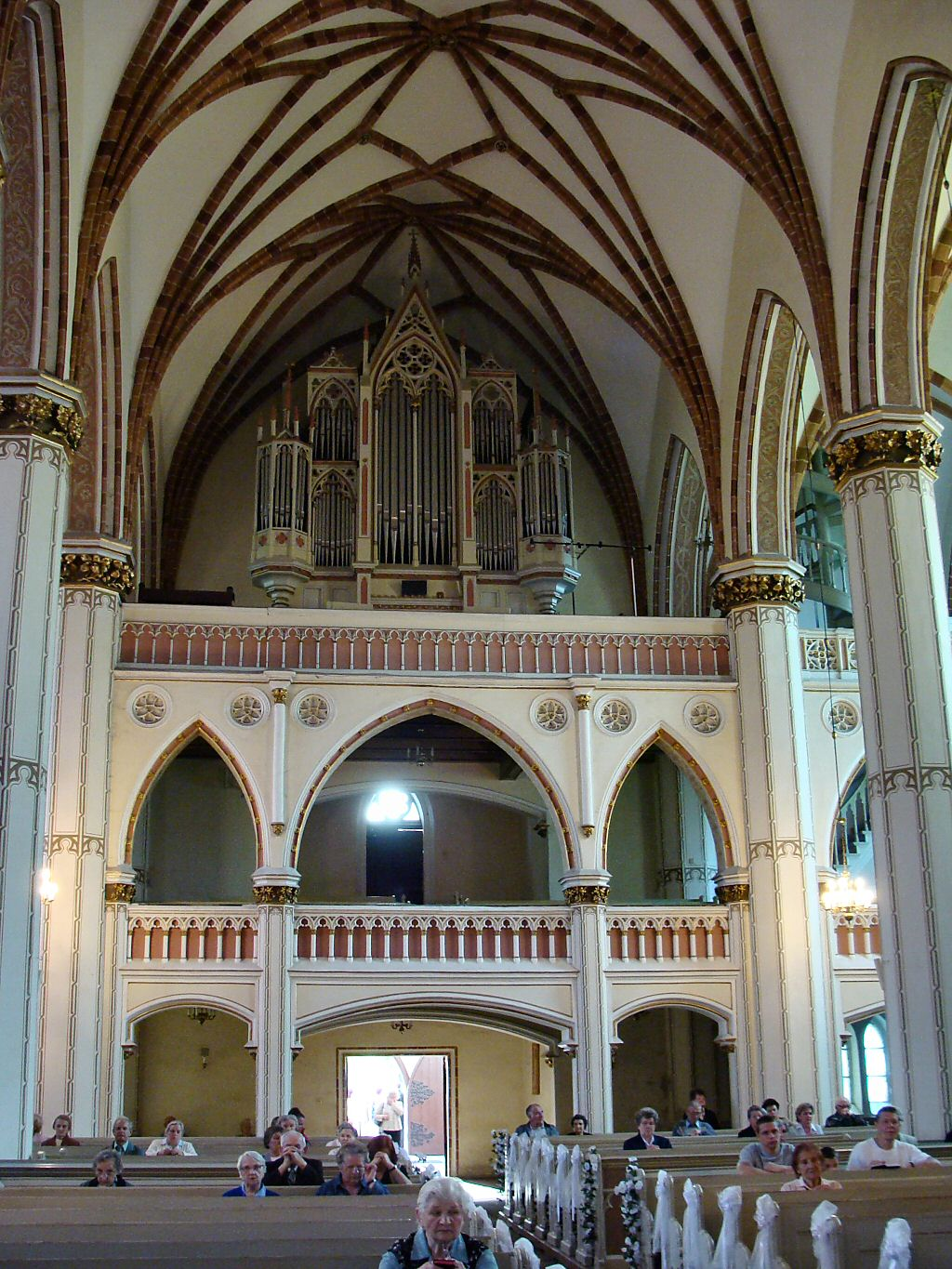
empora organowa
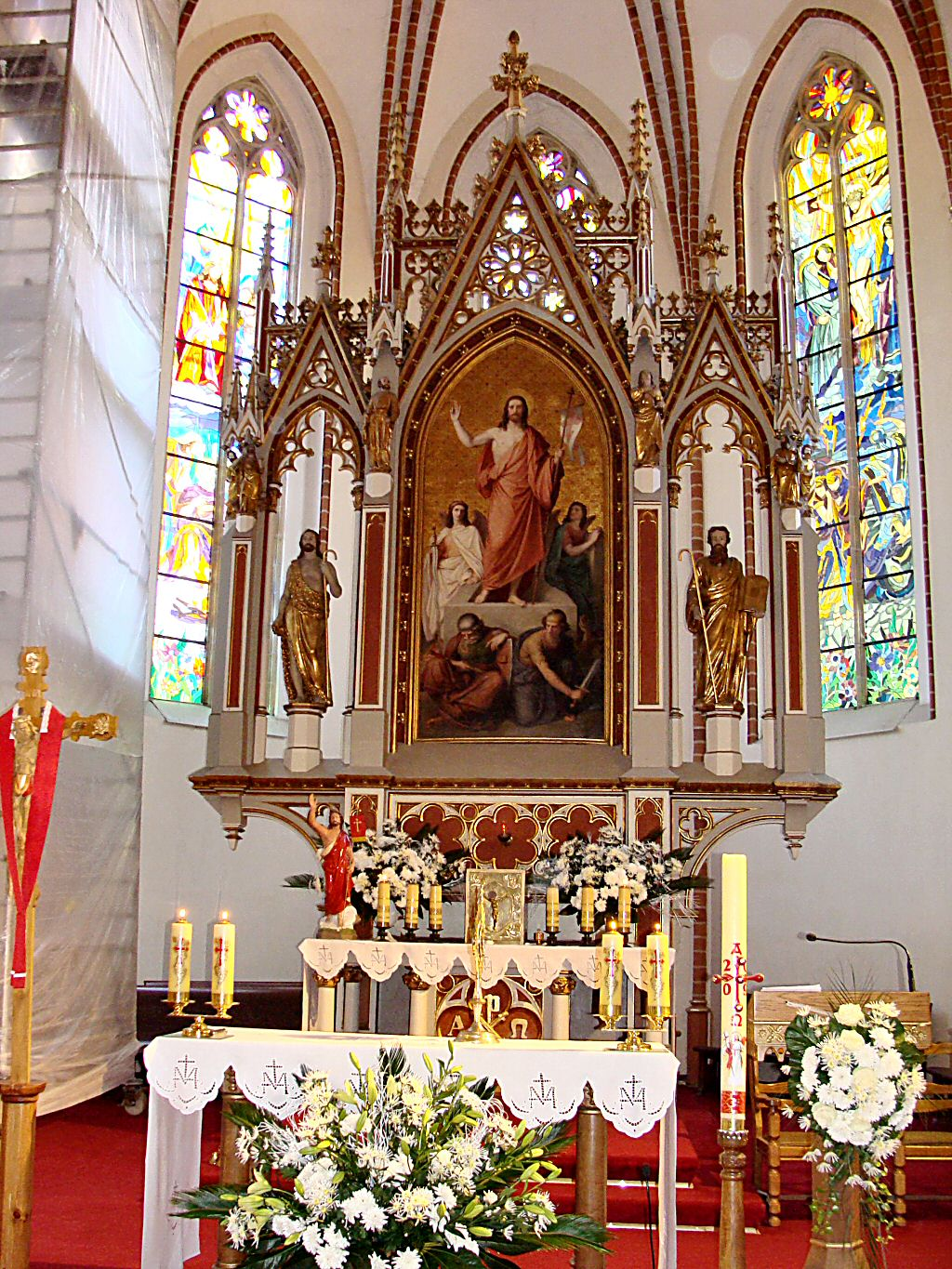
ołtarz główny
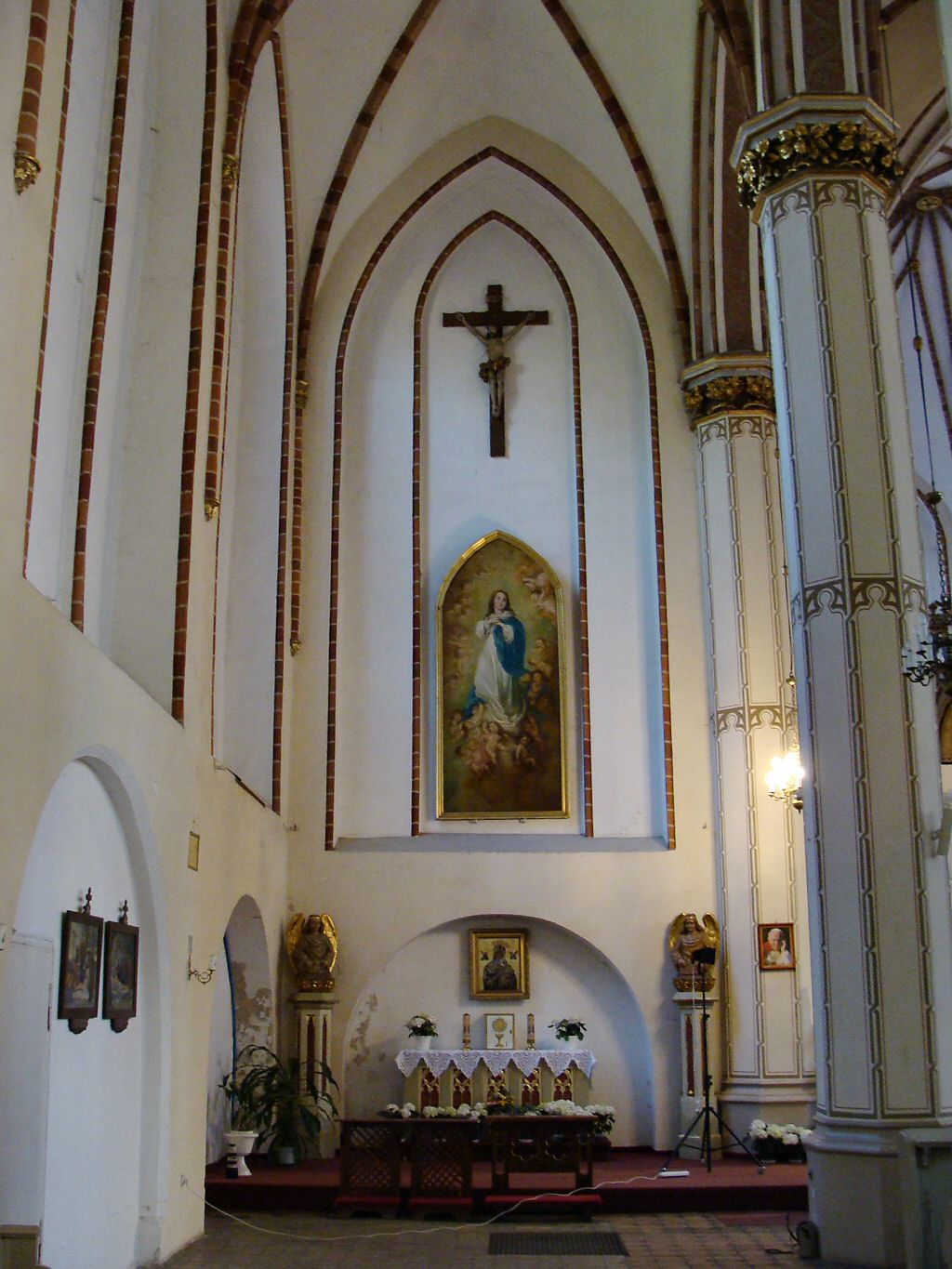
nawa północna
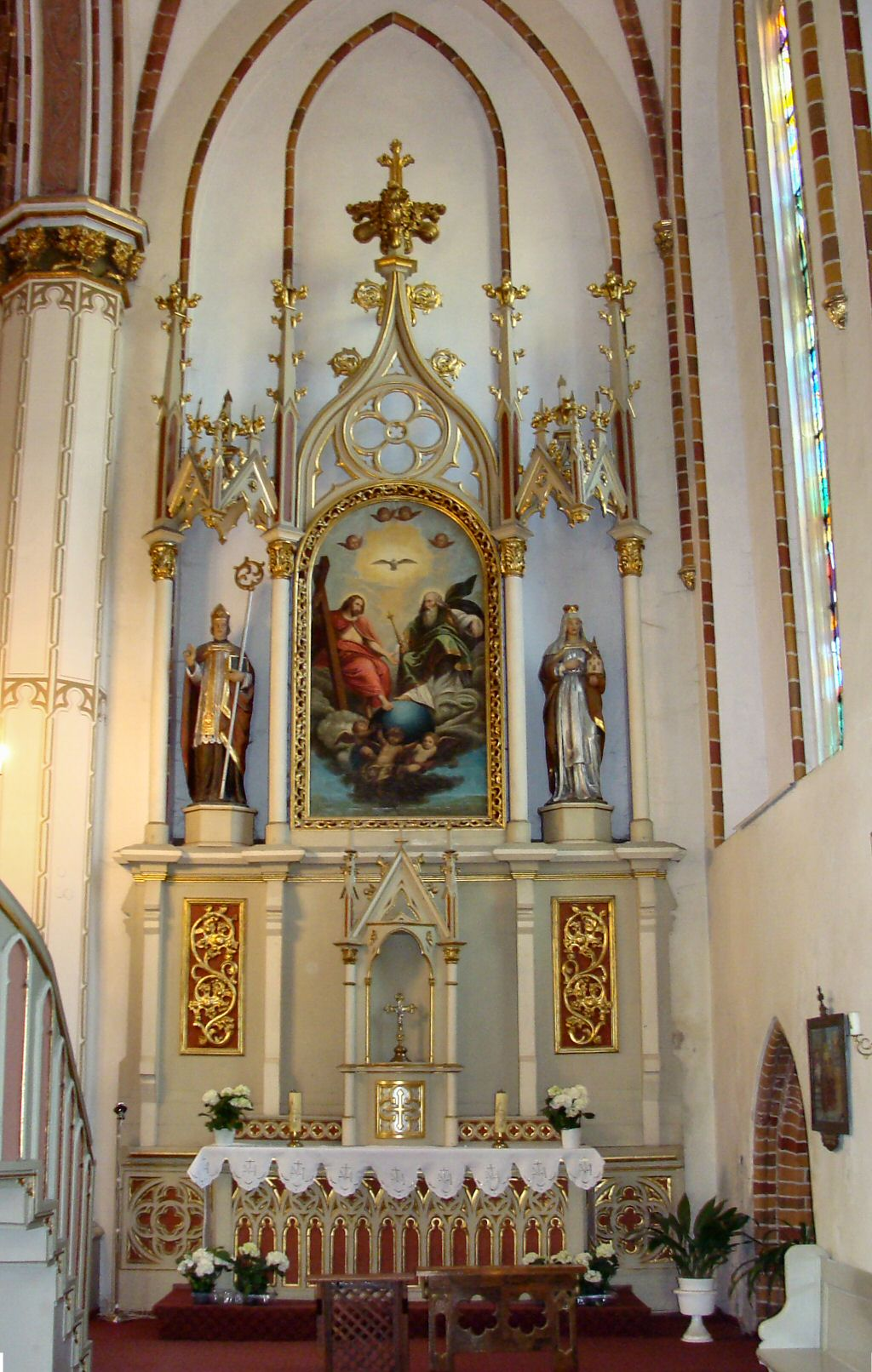
nawa południowa
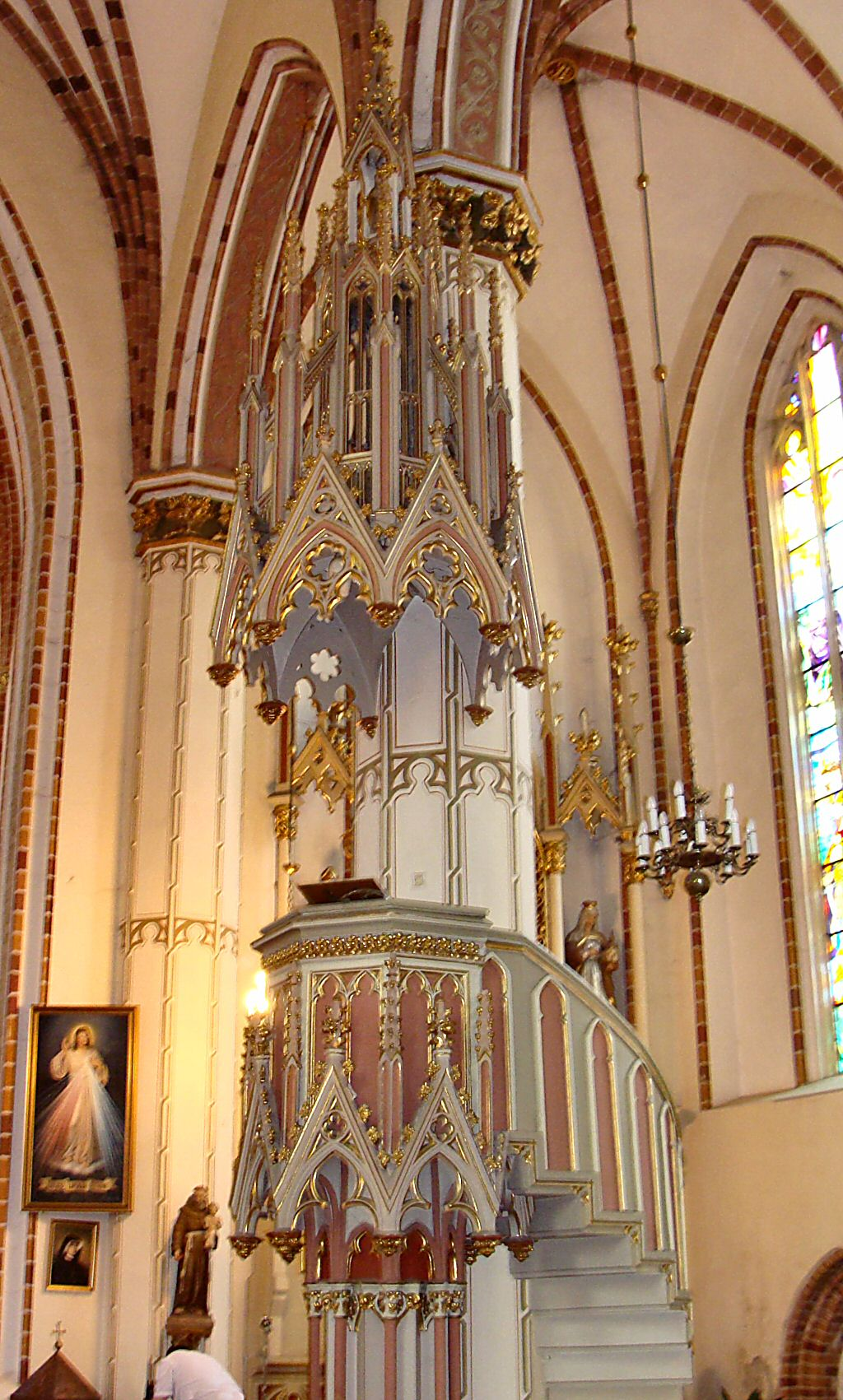
ambona